# أدولفو شليغل
أدولفو شليغل (بالإسبانية: Adolfo Schlegel)‏ هو منافس ألعاب قوى تشيلي، (و. 1900  م).

## وصلات خارجية
- أدولفو شليغل على موقع أوليمبيديا (الإنجليزية)